# Mourids Clausen Podebusk
Mourids Podebusk (død 18. september 1593 i Kolding) til Kørup var en dansk lensmand.
Han var en søn af Claus Predbjørnsen Podebusk til Kørup og Anna Olufsdatter Krognos. 
I 1550 og de nærmest følgende år optræder han som hofsinde. I 1558-60 havde han Lunde Len på Mors i pant, og 1565-80 havde han Tranekjær Len i forlening, også som pant, og endelig var han lensmand på Jungshoved 1589-93. 
I Den Nordiske Syvårskrig deltog han som ritmester og såredes i Slaget ved Axtorne (1565). Ved hans ægteskab med Magdalene Sehested, en datter af Claus Sehested til Spandetgård, blev han knyttet til Ribe, idet han efter svigerfaderen (død 1568) arvede denne gård og i Ribe også Korsbrødregård, som han lagde sammen med forhenværende Helligåndsgård, som han købte 1570.
Efter sin far arvede han Kørup på Fyn, i Vendsyssel ejede han gården Lerbæk, og han havde foruden i Ribe også gårde i København, Odense og Kolding. Æbelø, som han havde i forlening 1574-78, blev overdraget til hans hustru til arv og eje. 
En stor sorg ramte ham, da hans unge søn Predbjørn døde 1591, 23 år gammel. Selv døde han i 1593 i Kolding. Hans enke blev boende i Ribe og døde i december 1611 efter i et par år at have været blind.